# Hot Cars and Spent Contraceptives
Hot Cars and Spent Contraceptives är det norska death-punkbandet Turbonegros debutalbum. Originalet finns bara i 1 000 exemplar. Albumet släpptes på nytt i Tyskland 1993 med fem bonuslåtar. Namnet på den nya upplagan hade då ändrats till Helter Skelter. När Bitzcore Records började släppa Turbonegros plattor på nytt hette skivan Hot Cars and Spent Contraceptives men innehöll samma låtar som på Helter Skelter.

## Låtarna på albumet
1. "Librium Love"
2. "Armed and Fairly Well Equipped" (Bonus)
3. "Suburban Anti-Christ" (Bonus)
4. "Punk Pals"
5. "Kiss the Knife"
6. "Vaya Con Satan"
7. "I'm In Love With The Destructive Girls"
8. "Hot Cars"
9. "Clenched Teeth"
10. "Manimal" (Bonus)
11. "Dark Secret Girl" (Bonus)
12. "New Wave Song"
13. "Nadsat Comes Easy"
14. "Zonked Out" (On Hashish)
15. "Prima Moffe"
16. "A Career In Indierock" (Bonus)